# 藏南角蟾
藏南角蟾（学名：Xenophrys periosa），一种分布于印度东北部（藏南地区）、缅甸北部及中国云南省西北部地区的两栖动物，隶属于角蟾科异角蟾属。

## 形态特征
藏南角蟾体型大，雄性头体长71.3～93.8毫米（n=12），雌性112毫米（n=1）；雄性成体腹部后部皮肤缺乏黑色颗粒；上唇缘条纹不呈明显的白色或奶白色，有的个体具黄白色斑；体侧疣粒常具黑斑；趾尖不膨大；雄性成体的眼径与吻长的比值为46.6%～91.5%，平均为84.3%±4.2%。蝌蚪身体较长，头部略窄，体较宽略扁；口呈漏斗状，开口朝向上前方。口漏斗内侧具棒状乳突，呈向外辐射状排列。角质化唇齿缺失。鼻距瞳孔较吻端更近。眼呈圆形，背侧位；鼻间距小于瞳间距。出水孔管不突出于体壁，位于身体左侧下半部。肛管较短，位于下尾鳍基部，肛孔位于管末端中央。尾发达，尾长占全长73%，尾尖钝尖。蝌蚪头体部无斑纹，尾肌及上下尾鳍具细碎点斑。生活时，头体部背面和侧面呈灰褐色，尾鳍灰褐色，半透明。蝌蚪腹面呈略透明的灰褐色。虹膜古铜色。